# Similosodus palavanicus
Similosodus palavanicus là một loài bọ cánh cứng trong họ Cerambycidae.